# 白糠線
白糠線（しらぬかせん）は、1964年（昭和39年）から1983年（昭和58年）まで日本国有鉄道（国鉄）が運営していた鉄道路線（地方交通線）である。
北海道白糠郡白糠町に所在する根室本線の白糠駅から分岐し、足寄郡足寄町の池北線足寄駅までを結ぶ計画であったが、実際の開通は白糠駅から同町二股地区の北進駅までの区間にとどまった。1980年（昭和55年）の日本国有鉄道経営再建促進特別措置法（国鉄再建法）施行を受け、特定地方交通線廃止の第1号として、1983年（昭和58年）10月23日に全線が廃止された。

## 路線データ
- 管轄：日本国有鉄道
- 区間（営業キロ）：白糠 - 北進 33.1 km
- 軌間：1067 mm
- 駅数：7（起点駅を含む。他に仮乗降場1）
- 複線区間：なし（全線単線）
- 電化区間：なし（全線非電化）
- 閉塞方式：スタフ閉塞式（全線一閉塞）
- 有人駅：なし（開業時の終着駅であった上茶路駅は1974年（昭和49年）3月31日に無人化され、廃止まで簡易委託駅であった）

## 施設
ほぼ平坦な地帯を屈曲しながら茶路川に沿って北上する路線で、茶路川を白糠 - 上茶路間では10回、上茶路 - 北進間では13回横断していた。支流まで合わせると、橋梁の数は白糠 - 上茶路間で41か所1,678m、上茶路 - 北進間は15か所1,568mとなっていた。またトンネルが鍛高トンネル（145m）と縫別トンネル（510m）の2か所あった。レールは30kgレールを使用し、最急勾配は16‰、最小曲線半径は300mであった。
比較的建設年が新しいため、コンクリートで作られた橋梁が多かったのが特徴で、廃止から18年が経過した2001年時点でも多くの橋梁が残存していた。

## 歴史

### 開業の経緯
構想は第二次世界大戦前からあり、1925年（大正14年）には、白糠・茶路沢の9集落266人の農民が甜菜作付促進を目的として、白糠駅から縫別までの軌道敷設を請願していた。
大戦後は白糠から二股を経由して足寄へ結ぶ白糠線構想が持ち上がり、1951年（昭和26年）に白糠町が中心となって運動を開始し、1952年（昭和27年）9月には足寄村・西足寄町（当時：現在は2町村で合併し足寄町）と連携して期成会を結成し、中央省庁への働きかけを行うようになった。1952年には現地での測量が行われ、1953年（昭和28年）8月1日に改正鉄道敷設法が改正されたことにより、第1条別表第147号の2に掲げる予定線として「釧路国白糠ヨリ十勝国足寄ニ至ル鉄道」と規定されて、白糠駅から池北線の足寄駅までが予定線となった。さらに足寄駅から新得駅までの北十勝線（未成線）とあわせて根室本線のバイパスを形成する予定であった。この他に、当路線の螺湾から分岐して、上足寄を経由し相生線の北見相生駅へ至る「阿寒線」という構想も存在した。
予定される路線の沿線には、公有・民有合わせて64,000haに及ぶ森林資源と、約3億2,000万tに及ぶ高品質の石炭があり、一時は石炭年産50万tを目標として5か所で採炭が行われ、人口も23,000人に達していた時代があった。石炭産業は第二次世界大戦後から相次いで現地に入り、縫別の三菱鉱業、上茶路・右股の雄別炭礦、二股の明治鉱業、茶路の共同石炭などの鉱業権が設定され、一部は実際に生産を開始していた。さらに足寄奥地にある日本特殊鉱業阿寒鉱業所では年間2万tの硫黄の生産を行っていた。しかし、これらの資源はトラックでの搬出を強いられていたため輸送費がかさみ、増産が困難という問題を抱えていた。森林資源については、足寄から螺湾・上足寄を経由して鳥取までを結ぶ森林鉄道が開通し、馬車や河川流送などでも運ばれていたが、輸送力が不足している状況であった。こうした森林・石炭資源の開発が白糠線の大きな目的であった。また北見・北十勝地方で生産される農産物を釧路港へ輸送する経路を短絡することや、足寄から螺湾にかけて計画されていた開拓地の輸送を担うことも期待されていた。
1953年（昭和28年）8月1日に予定線となった後、同年11月から着工されるという噂もあったが、財政緊縮政策で先送りされた。1956年（昭和31年）2月24日に調査線、1957年（昭和32年）4月3日に建設線となり、同年8月10日から札幌鉄道工事局による測量、同年9月5日に着工式（杭打式）が行われた。
用地の買収にあたっては、札幌鉄道工事局や白糠町当局と地元の農民団体の間で血みどろともされる争いがあり、町議会においても対立で紛糾するといった事態となったが、1958年（昭和33年）に白糠から足寄までの76 kmが建設線に認可され、6月に着工された。この時期に建設が開始されたのは、釧路炭田における失業対策が考慮されたという。
1960年（昭和35年）秋には、白糠 - 上茶路間の路床は完成したが、橋梁の整備に着手する頃から工事の進捗が鈍化し、上茶路 - 二股（北進）間の工事は頓挫した。理由として「沿線鉱区の開発に陰りが生じているから」とされた。
当時は石炭政策の合理化として古く非効率な炭坑を効率的な新坑へ転換する「スクラップアンドビルド」方式が打ち出されていた。白糠町では、雄別炭礦による上茶路での新坑開発が実現すれば、白糠線はいつでも開業できると考えられていたことから、当時の町長だった舘岡正男は石炭鉱業審議会合理化部会に通いつめ、1963年（昭和38年）10月20日に同部会から新坑の開発許可が出された。上茶路の新坑は1964年（昭和39年）4月に開坑となった。
工費15億円を投入し、1964年10月7日に白糠駅から上茶路駅までが開業し、1日4往復の列車が運行した。折りしも、雄別炭礦の上茶路炭鉱が本格操業に入る時期であったため、同炭鉱からの石炭輸送には白糠線が利用された。出炭量年間10数万tのほとんどが白糠線による輸送であった。この頃、白糠線には石炭車を長く連ねた石炭輸送列車が走り、上茶路地区はわずか9戸の農家のみであったのが、一挙に250戸600人が住み商店・学校・郵便局・駅・役場支所などが立ち並ぶ街へと成長した。しかしながら、当初予定されていた木材の河川流送方式から鉄道輸送への転換は実現することなく、自動車による運送に転換していった。
開業1カ月後の1964年11月時点では、いわゆる「レールバス」であるキハ03形気動車で運行し、旅客は1日平均220人程度、貨物は上茶路炭鉱の石炭約2,200tと原木100tの合計2,300t程度だったが、将来は石炭、原木とも増産が期待されていたという。開業前は1日2往復のバスしかなく、白糠町市街地に出るのも1日がかりで、通勤も通学も不可能だったが、白糠線の開業によって通学や通勤が可能となり、下宿代に比べて定期代は負担が軽くなったため、高校進学者も増えたという。

### 延伸開業まで
一方、上茶路駅から釧路二股駅までの区間は日本鉄道建設公団の手により、1966年（昭和41年）5月11日に工事実施計画が認可されると同時に着工。1968年（昭和43年）には路盤工事、翌1969年（昭和44年）には軌道敷設工事にそれぞれ着手し、1970年（昭和45年）2月6日には開業設備工事の着手が認可され、建設費12億5,400万円を投入し、同年10月30日に完成していた。しかし、折り悪く上茶路炭鉱が同年2月に閉山となり、白糠線の石炭輸送が皆無となっていた。また、当時は「赤字83線」のローカル線廃止取り組みの最中であり、開業すれば赤字必至のローカル線の引き受けを国鉄が拒否したため、完成した線路が放置されることとなった。
国鉄側は「上茶路駅構内がまだ旅客営業用になっていないなど、未完成な部分が多く、このままでは開業できない」と地元の白糠町や日本鉄道建設公団に申し入れていた。国鉄釧路鉄道管理局は「上茶路炭鉱の閉山で沿線人口は456人減り、1,510人になってしまった。列車を走らせれば1kmにつき741円の赤字になり、根北線以上の不振線区が生まれるのは間違いない」とのデータを示し、暗に「営業すれば道内国鉄の赤字を増やすのに役立つだけ」とほのめかしていた。一方、日本鉄道建設公団札幌支社は「鉄道建設公団法に基づき、国の命令によってつくった鉄道。赤字になるのはわかり切っているが、当然、開業すべき」という態度を示した。白糠町でも早期開業の陳情に努めており、同区間の民間バス（1日2往復）に町で年間150万円の補助を出して運行継続させていることを挙げながら「沿線住民の“足”を考え、ぜひ列車を走らせてほしい。なにより、将来、足寄とを結ぶ動脈として、地域の発展上ぜひ必要」とした。完成を前に揉めていた問題について、国鉄北海道総局では「鉄道の開業は国の認可事項なので、運輸省、国鉄本社、日本鉄道建設公団の三者で協議している段階。この結果、開業が決まれば、我々としても従わざるを得ない」としていた。
国鉄北海道総局では1970年（昭和45年）11月11日、上茶路 - 釧路二股（仮称）間に列車を運行した場合、同区間の営業係数は2,291になる見通しを公表した。開業した場合、1日3往復させる計画だが、1日の利用客は56人、年間の赤字額は998万円と試算した。既に開業済の白糠 - 上茶路間と合わせた営業係数では1,260となり「赤字経営に拍車をかけ、それに雄別炭砿上茶路砿業所が閉山されたいま、それほどの重要性は持たない」とした。
1971年（昭和46年）に入っても列車が走る気配はなく、開業を求める日本鉄道建設公団札幌支社と拒絶する国鉄北海道総局で意向は相反したままだった。地元住民そっちのけで、結論は運輸省を間にして国鉄と日本鉄道建設公団の中央交渉に持ち込まれ、白糠町では住民の死活問題だとして同年3月1日から町営のマイクロバスを1日2往復運行するとともに、鉄道の早期開業を再三陳情したが、具体的な返事は出ていなかった。
また、北進小中学校の子どもたちが鉄道開業を求めて、総理大臣佐藤栄作、運輸大臣橋本登美三郎、国鉄総裁磯崎叡、国鉄北海道総局長、釧路鉄道管理局長に「私たちの集落まで鉄道を走らせてください」と手紙で訴え、1970年末に送ったが、返事は無かったという。
赤字83線の取組みが頓挫した1972年（昭和47年）7月7日に田中角栄内閣が成立し、北海道出身の佐々木秀世が運輸大臣に就任した。直後の7月12日に千葉清白糠町長が運輸省を訪問して佐々木大臣に釧路二股駅までの開業の要請をしたところ、話が急速に進んで7月13日には開業認可が下りることになった。採算的に合わないとして運輸省が国鉄から出された営業申請に対する認可を棚上げにしてきたが、佐々木は「赤字線といっても公共性の高い路線については国鉄が営業すべきである」として開業認可に踏み切った。それを受けて国鉄は7月29日、上茶路 ‐ 釧路二股間の開業日を9月8日とすることを内定した。
延伸開業に際して、延長区間に設置された奥茶路駅と終点である釧路二股駅に関しては、さらなる延長への期待を込めて延伸開業時にそれぞれ「下北進」および「北進」と変更され、工事費5,000万円をかけ駅の整備や線路の手直し、防雪柵の設置など開業準備工事を進めた。1972年8月20日から23日にかけて日本鉄道建設公団から国鉄への施設引き渡し監査に並行して付帯工事や試運転などが行われた。
1972年9月8日、上茶路駅から北進駅までが開業し、3両編成の開業列車が走った。一方で、同年6月19日に北海道内で札沼線の一部区間が廃止されていたことから、札沼線沿線関係者による「白糠線より利用者の多い札沼線をちぎっておいて、片方で廃止予定線を延長することはおかしい」とのコメントが全国紙に掲載された。なお、開業前まで運行されていた白糠町の町営バスは、乗客は1日平均17人、そのうち5人は通学生などの定期客だった。北進延伸開業に先駆けて1972年3月15日ダイヤ改正で1日3往復に減便されていた。
延伸開業後の1972年9月12日、衆議院決算委員会において、委員から選挙対策や政治路線などと批判されたが、佐々木秀世は「国鉄は黒字ばかり営業するのではない。赤字線も公共性のために営業する。膨大な土地の北海道は鉄道がなければ開発できない。私が北海道出身だからいうのではないが、内地人の感覚で北海道のことはわからない。選挙対策でやるのなら票のあるところでやる。（1日平均の利用者が）17人しかいない辺鄙なところで選挙対策をやるバカはいない」と開き直り、上茶路炭鉱が閉山（1970年2月）になっても森林開発に役立つので営業を許可したことを説明するとともに「地方開発に役立つものは赤字でも許可する。赤字線でも使命のあるものは残す。使命の終わったものは廃止する」と赤字線に対する考えを明らかにした。

### 全通以降
残された釧路二股（北進） - 足寄間（42.3 km）についても、1957年（昭和32年）7月に国鉄札幌工事局が地図上での比較検討を行い、現地調査を続けていた。計画を引き継いだ日本鉄道建設公団が航空写真で測量を行い、1965年（昭和40年）1月から線路選定を始めた。路線は、二股から左股・稲牛・中足寄を通って足寄へ至るルウクシュチャロ川・稲牛川沿いの経路と、右股・螺湾・中足寄を通って足寄へ至るコイカタホロカチョロ川・螺湾川沿いの経路の2案が比較検討され、1966年（昭和41年）1月に後者の経路に決定された。これは螺湾と北見相生を結ぶ「阿寒線」構想との接続を考慮してのことだと推定されている。足寄での取り付けは、北見と釧路を結ぶ役割を考慮して南側からとされた。
1967年（昭和42年）8月9日に工事実施計画が承認され、当時は1975年（昭和50年）の全線開業を目指すとしていた。総工費59億円で線路建設をはじめ、橋梁が94か所（総延長3,253 m）、トンネルは白糠町と足寄町境界の釧勝トンネル（5,200 m）など8か所（総延長6,400 m）、国道との立体交差3か所が計画されていた。この区間には鯉方信号場、茂螺湾駅、螺湾駅、中足寄駅が設置される予定だった。
運輸省では、白糠線が全線開業すると、十勝、北見地方の林産資源がこれまでより早く釧路港へ運び出されるのをはじめ、螺湾駅を利用しての阿寒国立公園入りが最短コースとなるため、観光路線としても利用されると期待していた。なお、白糠 - 足寄間全線の総工費は78億円だった。
1968年（昭和43年）から足寄町内で用地買収が始まり、1969年（昭和44年）7月29日からは路盤工事も開始され、1972年（昭和47年）までに足寄 - 中足寄間の一部（4.2 km）が完成し、足寄町内の利別川橋梁（255 m）の橋脚も建てられていた（1997年頃撤去）。用地も中足寄方面へ14.9 kmが確保されていた。線路種別は単線・丙線、最急勾配は16‰、最小曲線半径は400 mだった。
しかし、沿線の炭鉱閉山に伴い人口が激減していた。手を組むはずであった北十勝線も頓挫し、白糠線は新線延長はおろか既開業線の存続すら危うい状況に陥った。結局、上茶路 - 北進間延長を果たす直前の1972年（昭和47年）7月22日に同年度予算がゼロとなり、北進以北への延長工事の中止が決定した。未成区間の工事費は21億円が投じられた。
過疎化に加えて自家用車の普及もあり、白糠線の利用客数は1969年度（昭和44年度）の年間15万2,000人を最高に年々低下の一途をたどるようになった。1978年（昭和53年）10月1日には白糠 - 上茶路間の貨物輸送も廃止され、常に廃止対象路線にリストアップされていた。それでも千葉町長をはじめ沿線は廃止に反対した上、本来の目的である足寄までの全線開通を願い、また上茶路坑跡地の炭鉱住宅を生かした「青少年旅行村」施策により夏場は賑わい臨時列車を出したほどであった。

### 廃止まで
営業係数のワーストランキングに入ることも多く、北進まで開業後で初めて通年決算となった1973年度（昭和48年度）は収入497万7千円に対し、経費は9,249万4千円となり、差し引き8,751万7千円の赤字で、営業係数は1,858と全国ワースト6位。1976年度（昭和51年度）は収入561万6千円に対し、経費は1億5,718万7千円となり、差し引き1億5,157万1千円の赤字で、営業係数は2,799と全国ワースト2位となった。
1980年（昭和55年）に国鉄再建法が成立すると、特定地方交通線の選定基準であった1977年度（昭和52年度）から1979年度（昭和54年度）までの3カ年平均輸送密度が123人/日しかなかった白糠線は、1981年（昭和56年）に第1次特定地方交通線に指定された。1981年度の営業係数は2,872（100円稼ぐのに2,872円かかる）で全国ワースト2位、収入805万円に対して経費2億3,118万円で、損失2億2,313万円という大赤字路線で、白糠町も特定地方交通線の廃止基準が決まった時点で「もう助からないと腹に決めた」と思ったという。1982年度（昭和57年度）の営業係数は3,077となり、全国ワースト1となった。収入780万円に対して経費2億3,985万円、赤字額は2億3,205万円、輸送密度は94人/日だった。
当初は白糠町も廃止反対の立場であったが、その理由は「未成線である」という1点のみであった。また、同様に廃止問題を抱えていた自治体で構成されていた「北海道特定地方交通線関係市町村協議会」は、それまでは廃止反対という統一行動をとっていたが、1982年3月に「各線区ごとに地元の事情を勘案して検討」という方向性に切り替えた。白糠線は全線が白糠町内であり、複数の自治体を走る他線に比べ地元自治体からの了承取り付けは容易であったこと、ほぼ並行して国道392号が通っており、しかも集落は線路沿いよりも国道沿いにあったことなどの条件もあり、同年8月31日には白糠町議会でバス転換の方針を固め、同年9月16日から7か月の間に5回の協議を経た1983年（昭和58年）3月28日には全会一致でバス転換に関する合意が成立した。第1次特定地方交通線では初の廃止受け入れだった。白糠町と国鉄釧路鉄道管理局は7月12日、白糠線のバス転換を10月23日に決定した。
白糠町が協議開始後約半年という異例のスピードでバス転換を決めた裏には、「記念すべき白糠町開基100年の1984年（昭和59年）を白糠線廃止の年にしたくない」「早く決着しないと（転換）交付金が出にくくなる」など、足の確保とは別の思惑があった。
なお、白糠線の建設当時に農地を提供した住民からは「たった10年余りで廃止になること」への不信感は強かったが、毎年赤字ワースト上位で新聞に載る路線だけに「鉄道とはこんなものだ」という諦めの気持ちも強かったために（同じ北海道の美幸線の様な）強硬な反対運動はなかったとみられている。どの報道メディアでも「廃止になっては死活問題」という地元住民の声は全くなく、それどころか「廃止になるので一度乗っておこう」という沿線住民が多かった。
廃止直前には、白糠駅窓口で白糠 ‐ 北進間の切符が一時売り切れになったり、簡易委託の上茶路駅（委託先は農家）では全部の切符を購入する人がいたり、全国から注文の手紙が届いたという。しかし、沿線住民は冷めた目で見ており、上茶路地区の農家は「バス停に近い人はちょっと便利になるかもしれないが、雪が降れば道路はなかなか開かないし、これからが心配」、白糠線の運転乗務員は「あんなに廃止阻止運動をやってもダメだった。廃止が決まってこんなにお客が来るとは皮肉なもんだよ」と嘆いていた。
こうして、白糠線は1983年（昭和58年）10月22日限りで、特定地方交通線の先陣を切って廃止された。最終日は定期列車に増結が行われたほか、臨時列車も2往復運行され、そのうち1往復は10両編成という長大編成であった。10両編成は皮肉にも最初で最後だった。最終列車は5両編成で500人が乗車した。開業から19年、上茶路 - 北進間が延伸開業してわずか11年後であった。また、1972年（昭和47年）の延伸区間は「バス転換された特定地方交通線」としては最後の開業となった大隅線の延伸区間の1日前の開業であった。

### 年表
- 1964年（昭和39年）10月7日：白糠 - 上茶路間 (25.2 km) を開業[40]。上白糠・茶路・縫別・上茶路の各駅を新設[61]。
- 1972年（昭和47年）9月8日：上茶路 - 北進間 (7.9 km) を延伸開業（旅客営業のみ）[40][29]。下北進・北進の各駅を新設[61]。
- 1974年（昭和49年）7月25日：共栄仮乗降場を新設[61]。
- 1978年（昭和53年）10月1日：白糠 - 上茶路間 (25.2 km) の貨物営業を廃止[40]。
- 1981年（昭和56年）9月18日：第1次特定地方交通線として廃止承認。
- 1983年（昭和58年）10月23日：全線 (33.1 km) 廃止。白糠町営バスに転換[40][56]。

## 運行形態
開業時は白糠 - 上茶路間に全線通しの列車が1日4往復運行されていたが、1972年の北進延長時に1往復減便され、それ以来全線通しの列車が1日3往復運行される体制が最終日まで続いた。車両の送り込みを兼ねた根室本線釧路駅方面からの乗り入れもあり、朝の運行に関しては釧路駅 - 根室駅間を走行していた急行「ノサップ」号に使用される急行型車両を間合い運用していた。

## 廃止後の状況
廃線から32年後の2015年（平成27年）に道東自動車道（北海道横断自動車道）の浦幌インターチェンジ - 白糠インターチェンジ間が開通し、縫別駅跡地近くに白糠インターチェンジが設置されて、足寄町の南側にある本別町から白糠線未成区間に近いルートで十勝と釧路の両地域間を結ぶ交通網が整備された。2016年（平成28年）には白糠インターチェンジから釧路市西部の阿寒インターチェンジまで延伸され、道央と道東を結ぶ道内幹線交通の一部となっている。
2021年（令和3年）4月、白糠町は国道392号を跨ぐ「第10茶路川橋りょう」（縫別 - 上茶路間、1962年完成）の約57メートルと「道道白糠本別線こ道橋」（下北進 - 北進間、1968年完成）の約35メートルを、崩落の危険があるとして撤去することを決め、関連経費約2億4千万円を同年度予算に盛り込み、撤去工事が行われた。

### 転換バス
国鉄再建法24条に基づき、転換後の民間バス事業者による運行に対してはバス運営費の補助を受けることができたが、白糠線の代替バスは、当時の道路運送法101条による特認を受けて、自家用バスによる有償乗合輸送、白糠町営バスで行われることになったため、バス運営費補助を受けなかった。民間バス事業者ではなく町営バスとなった理由は、民間バス事業者では運賃や便数について住民の了承が得られる保証がない上、「いずれバスも廃止になる」という住民の不安を払拭するためと説明されている。
白糠町営バスは、白糠駅前に設置された町営バスターミナルと二股を国道392号経由で結び、途中停留所は28箇所が設定された。定員72名の大型ワンマンカー2両が導入され、町営バスターミナルやバスの車庫、バス発着道路、自転車置き場、運転士住宅などが整備された。初年度の町営バス欠損金の見込みは3,200万円であったのに対して、1982年（昭和57年）度の白糠線の欠損額は2億3,200万円であった。転換事業に要した総額は運営基金を含めて10億1,300万6,000円で、廃止路線1kmあたり3,000万円の転換交付金9億9,300万円（33.1km×3,000万円）が充てられて残りの2,000万6,000円が町費負担となった。
運行開始当初は1日4往復であった。バスは、車内にトイレがなく鉄道より所要時間が長いという欠点はあるものの、バス停の数が多く集落の近くにバスが止まること、便数を増やしたことなどで、それなりに好評を得て、運行開始当初は国鉄時代に比べて運賃収入が20%ほど増加したとされる。
運行開始直後の運賃は国鉄時代と同額（白糠 - 北進間で440円）だった。1983年（昭和58年）10月23日から1年間の運行実績は利用者が延べ5万6,000人、収入は1060万円で、鉄道廃止直前の1年間の利用者が延べ5万2,000人、収入は772万円だったのを上回った。その背景として、停留所が鉄道よりも多くなったこと、便数が1往復増えたことを挙げている。しかし、その後の利用者は減少し、1984年度（昭和59年度）は5万5,000人だったが、1985年度（昭和60年度）は4万6,000人に減った。1987年度（昭和62年度）は4万0,100人で、1日平均の利用客数は109人、1便当たりでは13.6人だった。営業係数は404で国鉄時代より低いが、数値は年々上昇していた。営業収支は毎年、年間2,600万から2,700万円の赤字を強いられた。バスを利用するのは高齢者と僅かな通学の中高校生で、北進駅のあった二股地区の主婦は「白糠に行くときは主人のマイカー。バスに乗ることはめったにない」と語っていた。
2011年（平成23年）4月1日時点では、平日3往復、土曜1往復、日曜運休であった。2018年（平成30年）4月には、町営バス路線見直しが行われ、茶路団地以北は予約制にて運行する「茶路沢予約制バス」となった（平日3往復、土曜2往復、日曜運休の設定）。

## 駅・乗降場一覧
全駅北海道白糠郡白糠町に所在。
| 駅名         | 駅間キロ | 営業キロ | 接続路線               |
| ------------ | -------- | -------- | ---------------------- |
| 白糠駅       | -        | 0.0      | 日本国有鉄道：根室本線 |
| 上白糠駅     | 6.0      | 6.0      |                        |
| 共栄仮乗降場 | -        | (9.5)    |                        |
| 茶路駅       | 5.8      | 11.8     |                        |
| 縫別駅       | 7.5      | 19.3     |                        |
| 上茶路駅     | 5.9      | 25.2     |                        |
| 下北進駅     | 5.5      | 30.7     |                        |
| 北進駅       | 2.4      | 33.1     |                        |

※仮乗降場には営業キロが設定されていなかった。括弧内に実キロを記す。

### 未成区間
工事実施計画認可時点での設置計画を示す。未成の駅はすべて仮称。延長41.0 km。
| 駅名       | 所在地（未成駅のみ記載） | 所在地（未成駅のみ記載）      | 接続路線             |
| ---------- | ------------------------ | ----------------------------- | -------------------- |
| 北進駅     | 白糠郡白糠町             |                               |                      |
| 鯉方信号場 | 白糠郡白糠町             | 大字白糠村字上茶路原野東2線   |                      |
| 茂螺湾駅   | 足寄郡足寄町             | 大字螺湾字上足寄原野第2基線   |                      |
| 螺湾駅     | 足寄郡足寄町             | 大字足寄村字上足寄原野第2基線 |                      |
| 中足寄駅   | 足寄郡足寄町             | 大字足寄村字足寄原野          |                      |
| 足寄駅     | 足寄郡足寄町             |                               | 日本国有鉄道：池北線 |